# Mission Saint-Alexandre de Jérusalem

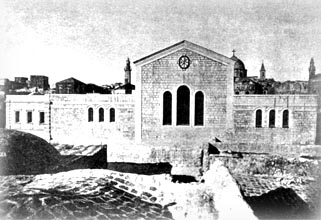
Vue de la mission Saint-Alexandre à la fin du XIXe siècle, avec la coupole du Saint-Sépulcre au premier plan

La mission Saint-Alexandre (en russe : Александровское подворье) est un établissement qui faisait partie de la mission russe de Jérusalem situé dans la vieille ville de Jérusalem, tout près du Saint-Sépulcre. Il s'étend sur une surface de 1 433 m2, et abrite les bureaux de la Société de Palestine orthodoxe hors frontières qui s'est séparée de la Société russe de Palestine orthodoxe, des appartements de la mission, une église vouée à saint Alexandre Nevski, et au sous-sol des vestiges archéologiques.

## Historique

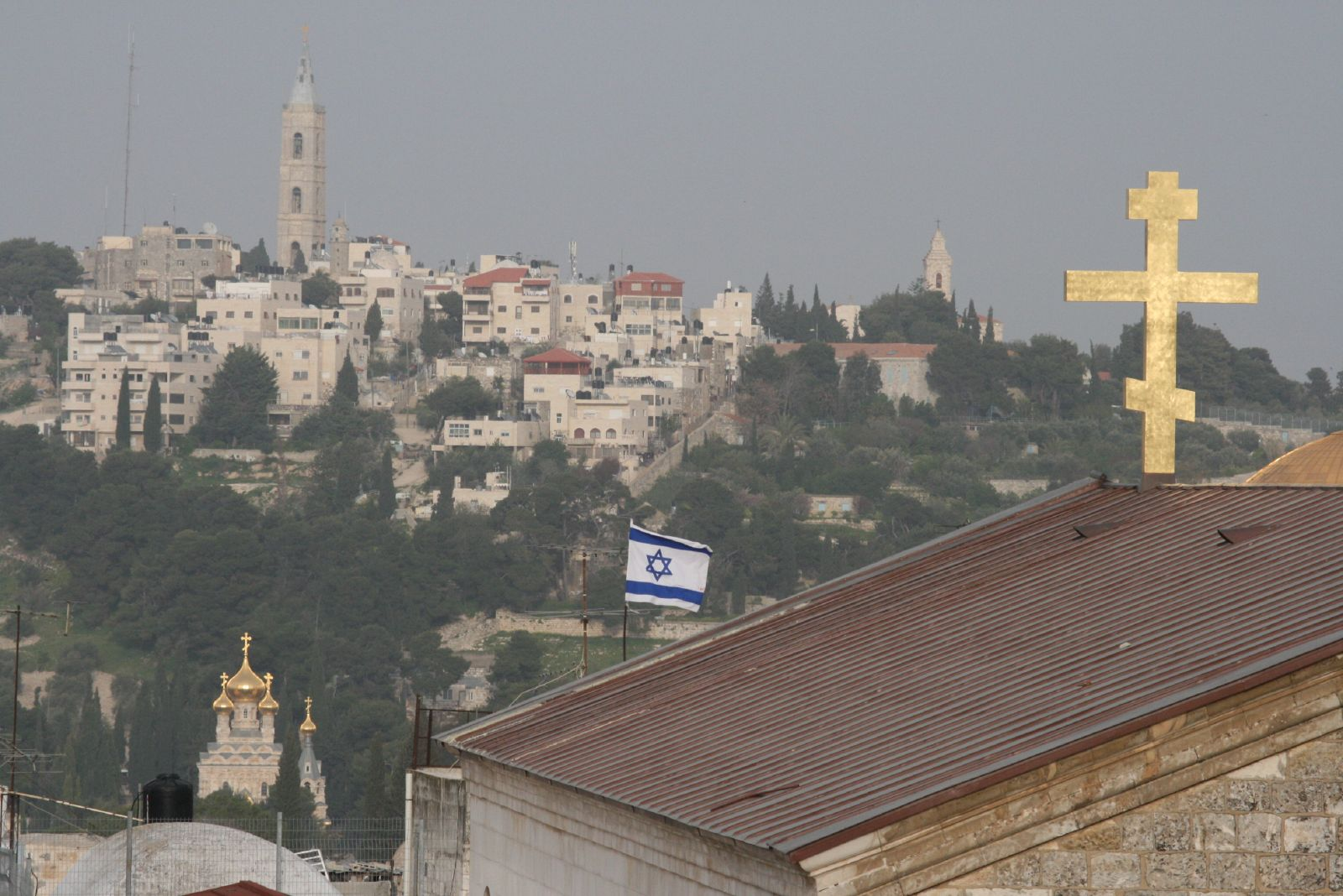
Croix sur la toiture de la mission; à l'arrière plan le clocher du monastère de l'Ascension du Mont des Oliviers, en bas les coupoles de l'église orthodoxe Sainte-Marie-Madeleine

Le terrain de la mission a été acheté en 1859 par Boris Mansourov, fonctionnaire au ministère de la Marine impériale, à la communauté orthodoxe éthiopienne, afin d'y construire le consulat russe, mais celui-ci est construit finalement sur le territoire de la mission russe de Jérusalem. Le projet est approuvé par le grand-duc Constantin qui est alors en pèlerinage en Terre sainte.
En 1881, des fouilles sont effectuées sous la direction de l'archimandrite Antonin, chef de la mission russe, des archéologues Conrad Schick, Wilson, Clermont-Ganneau, le comte de Vogüé, etc. grâce aux dons du grand-duc Serge. On y découvre en 1883 un fragment des remparts de Jérusalem antique, les portes du tribunal, où Ponce Pilate jugea plus tard le Christ, le tout date des Ve et IVe siècles av. J.-C.. L'on découvre aussi l'arc d'Hadrien et des vestiges de l'ancienne basilique de la Résurrection construite par Constantin et des objets du VIe siècle au VIIIe siècle.
Après la conclusion des fouilles, on procède à la construction du nouveau bâtiment qui est terminé en 1891. L'église intérieure est consacrée le 22 mai 1896 en l'honneur de saint Alexandre Nevski. Elle est décorée d'immenses toiles de Nikolaï Kochelev représentant chaque épisode du chemin de Croix du Christ. La grande-duchesse Élisabeth fait don d'une lampe perpétuelle.

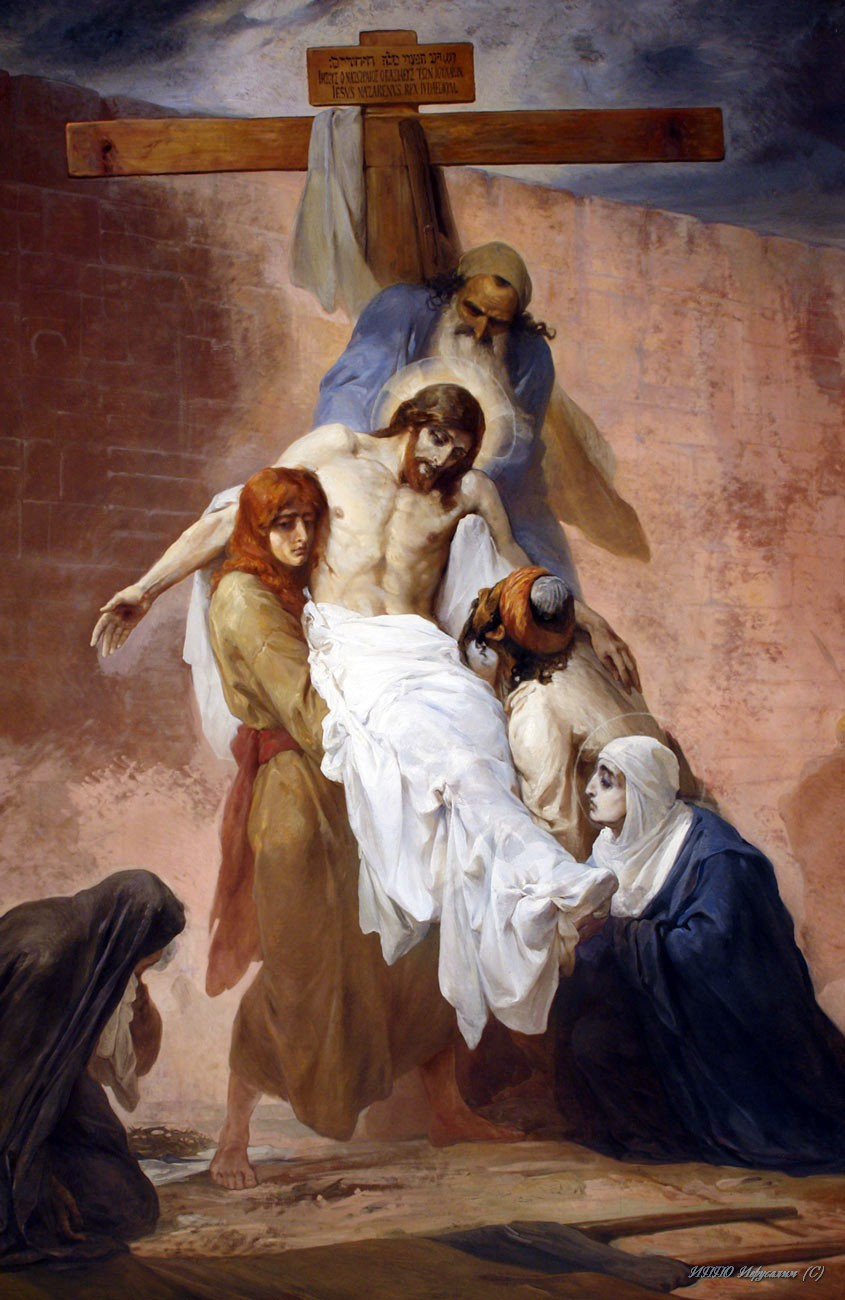
Descente de Croix de Kochelev

Lorsque la Première Guerre mondiale débute, les Ottomans se saisissent des biens des Russes qui combattent du côté des Alliés, alors que la Turquie est du côté de l'Empire allemand.
Elle est ensuite restituée en 1921 à la société russe de Palestine orthodoxe hors frontières dépendant de l'Église orthodoxe russe hors frontières, longtemps dirigée à partir de 1959 par le général Khripounov. Aujourd'hui, après des périodes difficiles (Guerre des Six Jours, procès divers) la mission Saint-Alexandre appartient à une structure qui n'est reconnue juridiquement ni par l'Église orthodoxe russe, ni par l'Église orthodoxe russe hors frontières.
Les travaux de restauration ont débuté dans les années 2000.

## Liens externes

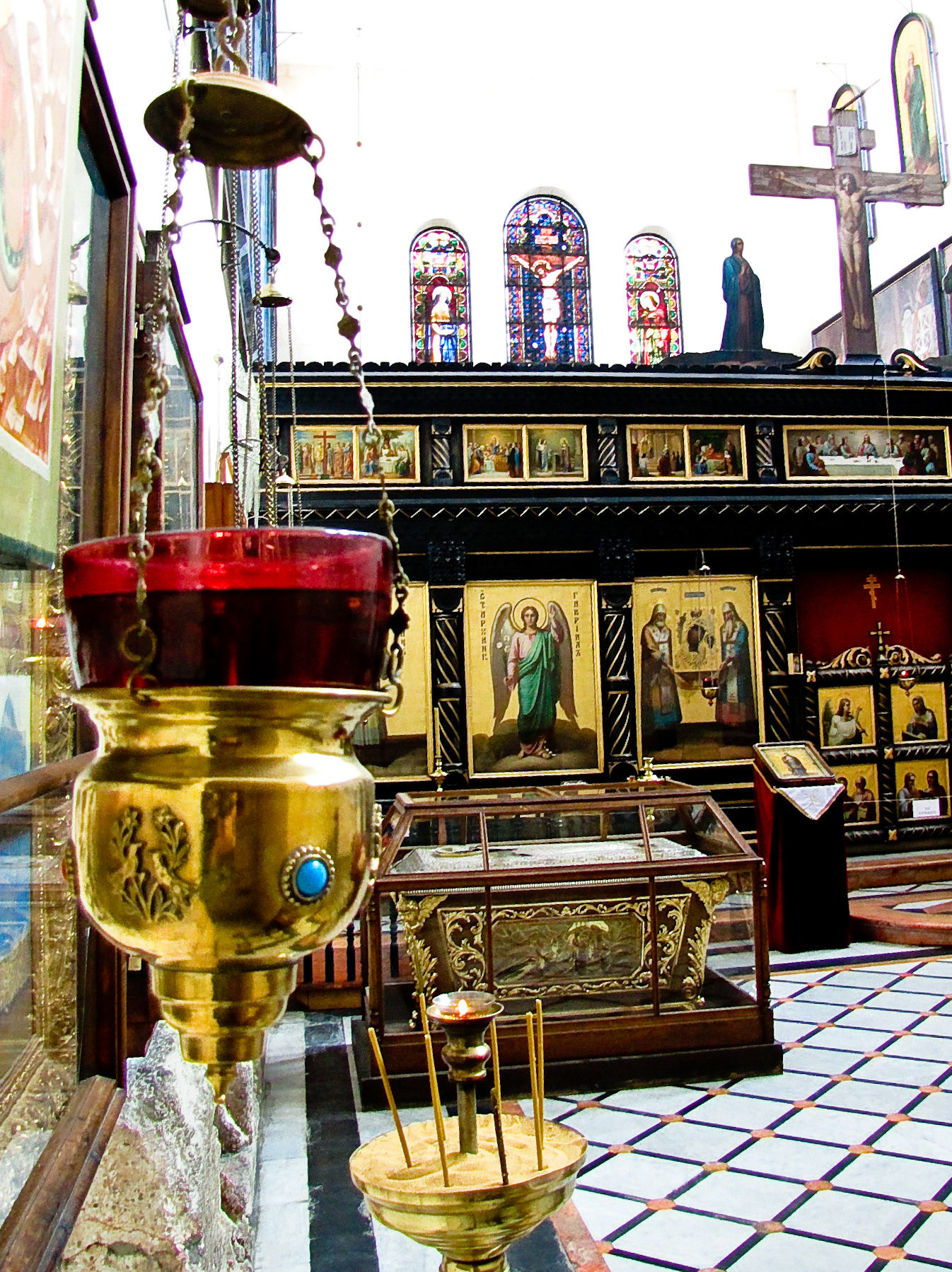
Intérieur de l'église

## Source
- (ru) Cet article est partiellement ou en totalité issu de l’article de Wikipédia en russe intitulé « Александровское подворье в Иерусалиме » (voir la liste des auteurs).